# Капітан Гак (Дісней)
Капітан Гак (англ. Captain Hook) — головний антагоніст діснеївського мультфільму Пітер Пен, знятого за однойменним романом Джеймса М. Баррі. У мультсеріалі Джейк і пірати Небувалії Капітан Гак виступає головним суперником для групи дітей, які є головними героями. Але в основному Капітан Гак — заклятий ворог Пітера Пена, при цьому часто проявляючи непомірну істеричність і боягузтво. Він має прізвисько «Вобла», дане йому Пітером Пеном, а також на відміну від книги, він має гак на лівій руці, замість правої. Має велику команду піратів. В оригінальному фільмі, його озвучив актор Ганс Конрид, в даний час його озвученням займається актор Корі Бертон.

## Створення персонажа
Капітан Гак був анімований Френком Томасом, аніматором студії Disney.

### Озвучення
На роль Капітана Гака був обраний актор Ганс Конрайд, якій також став прототипом для створення персонажа.

### Якось у казці
Капітан Гак з'являється в популярному в США серіалі" Якось у казці. З другого сезону грає одну з головних ролей у серіалі.